# 宮内和洋
宮内 和洋 (みやうち かずひろ) は、日本の会計検査官僚。

## 人物
大阪府出身。1985年京都大学法学部卒業後、会計検査院入庁。会計検査院事務総長官房総括審議官、第2局長、事務総局次長等を経て、会計検査院事務総長。2023年辞職。